# جوراب ساق‌بلند

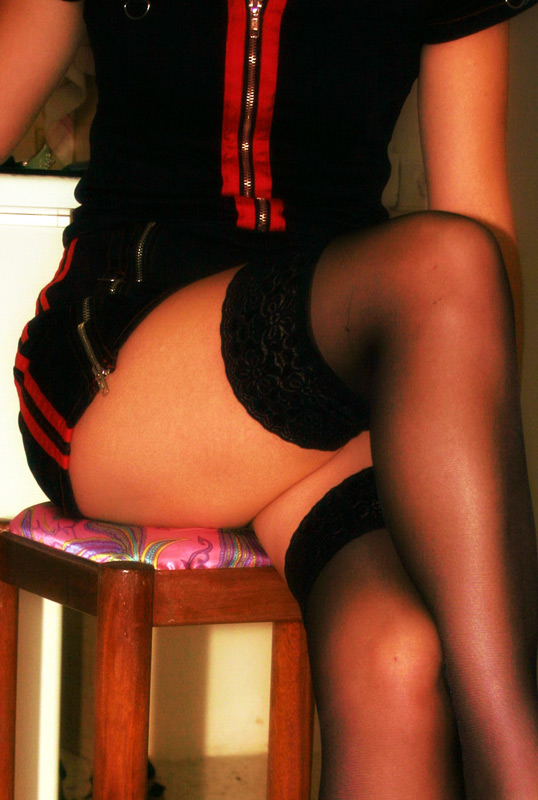
زنی که جوراب ساق‌بلند پوشیده‌است.

جوراب ساق‌بلند یا استاکینگ (به انگلیسی: Stocking) گونه‌ای جوراب بلند است که به دلایل زیبایی‌شناسی و مُد توسط زنان و دختران به‌کار گرفته می‌شود. این گونه جوراب معمولاً تا بالای ران پا را می‌پوشاند و جنس آن معمولاً از جنس نایلون، ابریشم، نخ یا لاتکس است. این جوراب پیشینه‌ای طولانی دارد و امکان ست کردن با پوشاک روزانه و رسمی و خنکی بیشتر در گرما از نقاط قوت آن هستند.

## پیشینه
از دید تاریخی، نوع نخی جوراب ساق‌دار، سابقاً در میان اشراف‌زادگان اروپایی رواج داشته‌است. با پایان جنگ جهانی اول دامن‌های کوتاه مد شد و ساق‌ها و جوراب‌های بلند ابریشمی رایج گشت. در طول جنگ جهانی دوم به تاریخ ۱۵ مه ۱۹۴۰ میلادی، برای نخستین‌بار جوراب‌های ساق‌بلند از جنس نایلون در ایالات متحده آمریکا برای زنان ساخته شد و در همان سال نخست «۶۳» میلیون جفت از آن در سراسر جهان به فروش رسید.

## مزایا و بدی‌ها
جوراب‌های ساق بلند هنوز هم گاهی به دلایل گوناگونی به جوراب‌شلواری در آمریکای شمالی ترجیح داده می‌شوند. این نیز ممکن است شامل این ایده بوده باشد که جوراب‌های ساق بلند، و استفاده از جوراب‌بند و نگهدارنده یا لوازم جانبی نمای ران، از جوراب‌شلواری خوشایندتر، یا از نظر جنسی جذاب‌تر باشند. هم جوراب نایلونی و استاکینگ و هم جوراب‌شلواری از نظر شفاف بودن مزیت خشک شدن تندتر را نسبت به شلوارها دارند. جفت‌های یدکی استاکینگ نیز در صورت خراب شدن به راحتی حمل می‌شوند و جایگزینی‌شان نیز آسان است. با این حال، جوراب ساق‌بلند یا استاکینگ در هوای سردتر دارای یک اشکال است، زیرا در مقایسه با جوراب شلواری، پوست بیشتری در معرض سرما قرار می‌گیرد. همچنین، جوراب شلواری نیازی به نگهدارنده و بند ندارد.
استاکینگ‌ها برای جریان خون در پاها نیز مفید هستند. جوراب ساق‌بلند با پوشاک اداری مانند دامن و پوشاک مجلسی به ویژه برای تیپ‌های شیک بسیار سازگار است. جوراب‌های ساق‌بلند جزء اصلی لباس‌های زنان هستند و نمایانگر مد قدیمی و دوران طلایی زرق و برق مد، زیبایی و ظرافت دانسته شده‌اند. جوراب ساق‌بلند یا استاکینگ افزون بر اینکه گزینه‌ای در دسترس و راحت برای پوشیدن است، به عنوان لباس زیر نیز کاربرد دارد.
جوراب‌های ساق‌بلند بیشتر فقط تا بالای ران پا کشیده می‌شوند و با آویز یا کمربند نگه‌دارنده روی پای زن حفظ می‌شوند. جوراب‌های ساق‌بلند را می‌توان برای لباس‌های اداری یا روزمره، شب‌های ملاقات یا به عنوان تقویت‌کننده اعتماد به نفس زنانه پوشید. جوراب‌های ساق بلند برای همگی فرم‌های بدن مناسب و قابل پذیرش هستند و به افراد اجازه می‌دهند اعتماد به نفس بالاتری پیدا کنند. جوراب ساق بلند زنان را قادر می‌سازد تا احساس جذابیت، زنانگی و توانمندی داشته باشند و همچنین بهترین گزینه برای پوشیدن به خصوص در فصل گرم است زیرا محدودیت کمتری دارد.

## پشتیبانی

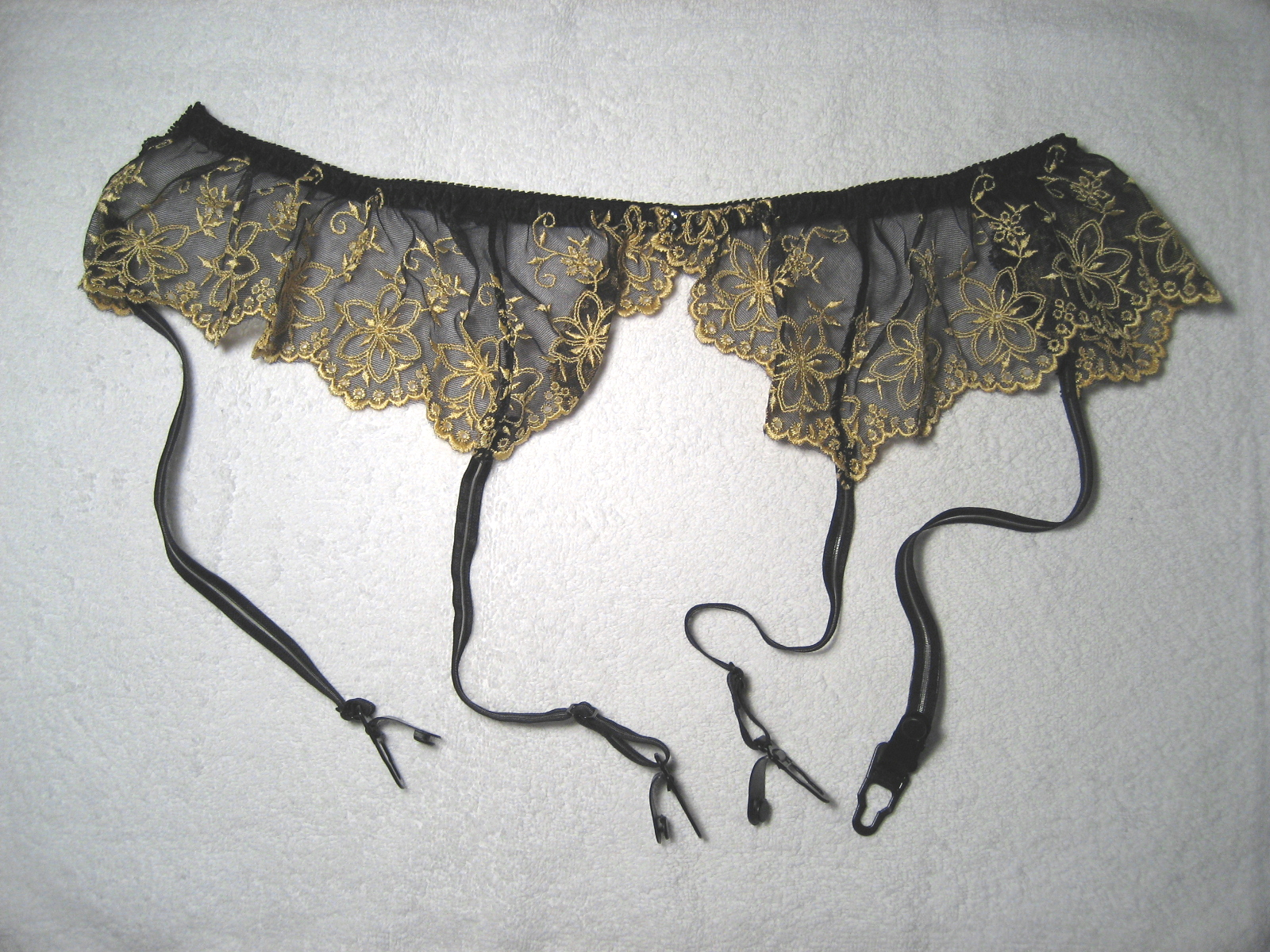
یک نگهدارنده و بندهایش

جوراب ساق‌بلند را می‌توان به یکی از سه روش زیر نگه داشت:
1. کمربند نگهدارنده: یک تکه لباس زیر است که مانند یک کمربند به دور کمر زن پوشیده می‌شود، اما در زیر لباس قرار می‌گیرد که دارای آویز یا بندهایی به بالای جوراب است.
2. هولد آپ: رایج‌ترین وسیله حمایتی است. بخش درونی بالای جوراب دارای نوار (معمولاً سیلیکون) از مواد الاستیک یا بسیار کششی است که در برابر لیز خوردن از روی ران مقاومت می‌کند.
3. بند پا: معمول‌ترین ابزار پشتیبانی از استاکینگ است. روی قسمت بالای جوراب می‌لغزد تا جوراب را با چسباندن آن به ساق پا نگه دارد.

## ضخامت جوراب
استاندارد دنیر (Denier که به اختصار Den می‌نویسند) برای اندازه‌گیری تراکم طولی نخ‌ها استفاده می‌شود. یک دنیر برابر است با نخی به طول ۹۰۰۰ متر که یک گرم وزن دارد. این واحد اندازه‌گیری برای نمایش میزان ضخامت جوراب مورد استفاده قرار می‌گیرد.